# Кайдаш, Вадим Григорьевич
Кайдаш Вадим Григорьевич (род.1971) — украинский астроном, специалист по спектрофотометрии и поляриметрии безатмосферных космических тел, директор НИИ астрономии Харьковского национального университета, лауреат Государственной премии Украины в области науки и техники (2010).

## Биография
Родился в Харькове. В 1988—1993 учился на физическом факультете Харьковского государственного университета им. А. М. Горького. В 1994—1997 учился в аспирантуре Харьковского университета, а в 1999 защитил кандидатскую диссертацию по теме «Прогнозирование химического состава и районирование поверхности видимого полушария Луны по данным оптических измерений».
С 1997 работает в НИИ астрономии Харьковского университета. В 2012 занял должность заведующего отделом дистанционного зондирования планет НИИ астрономии, а в 2014 был избран директором НИИ астрономии.
С 2014 года работает доцентом на кафедре астрономии и космической информатики ХНУ, преподает курсы «Математическое моделирование», «Информатика и программирование».

## Научные результаты
Вадим Кайдаш работал над определением состава лунных грунтов по данным миссии Клементина, исследовал оптические аномалии лунной поверхности по данным космических миссий Lunar Reconnaissance Orbiter (НАСА), SELENE (JAXA), Смарт-1 (ЄКА), а также по данным телескопических наблюдений. По данным космического телескопа Хаббл он делал поляриметрические исследования Марса и анализировал динамику облаков в марсианской атмосфере. Кроме того, он внес значительный вклад в теоретическое и экспериментальное исследование отражения света реголитом.

## Награды и звания
- Государственная премия Украины в области науки и техники (2010)[2]
- Премия Международной академии астронавтики (в составе авторского коллектива) за лучшую научную публикацию (2010)[3]